# Kailen Sheridan
Kailen Sheridan (født 16. juli 1995) er en kvindelig canadisk fodboldspiller, der spiller som målvogter for amerikanske Sky Blue FC i National Women's Soccer League (NWSL) og Canadas kvindefodboldlandshold, siden 2016.
Hun fik landsholdsdebut i Marts 2016, ved Algarve Cup 2016. Hun var udtaget som reserve ved Sommer-OL 2016 i Rio de Janeiro.
Hun deltog ved VM 2019 i Frankrig.